# سعود بن فيصل بن تركي آل سعود
الإمام سعود الثالث بن فيصل بن تركي آل سعود إمام الدولة السعودية الثانية (إمارة نجد)، ولد في الرياض سنة 1249 هـ. وكان يلقب بـ (أبو هلا) وذلك لكرمه الشديد للضيوف والناس، والدته هي دشيشة بنت ضيدان آل منديل العمور الخالدي.

## حياته
ولاه أبوه الإمام فيصل بن تركي بن عبد الله آل سعود إمارة الخرج والمناطق التابعة لها لفترة طويلة وكسب شعبية في هذه الإمارة، كما عين أخاه الإمام عبد الله بن فيصل وليًا للعهد وكان الساعد الأيمن لوالده وكان أخوهم الأمير محمد بن فيصل يساعدهم في ذلك، كما كان هو وأخيه الإمام عبد الله بن فيصل يتنافسان دائمًا على الحكم. وهو والد الأمير الفارس محمد بن سعود (غزلان)، وجد الأمير الفارس سعود الكبير بن عبد العزيز بن سعود، ومن سلالته الأمير الشاعر سعود بن محمد بن عبد العزيز بن سعود وإخوته، والأمير سلطان بن محمد بن سعود الكبير بن عبد العزيز بن سعود وإخوته.

## نسبه
هو الإمام سعود بن فيصل بن تركي بن عبد الله بن محمد بن سعود بن محمد بن مقرن بن مرخان بن إبراهيم بن موسى بن ربيعة بن مانع بن ربيعة المريدي.

## تولّيه الحكم
عندما بويع أخوه الإمام عبد الله بن فيصل بالحكم بعد وفاة والده بقي الإمام سعود حاكمًا إقليميًا على مناطق جنوب الرياض وعاصمتها الخرج، وهذا هو الوضع الذي كان في عهد والدهم الإمام فيصل، وبعد مدة من حكم الإمام عبد الله بن فيصل أصبح يتدخل في سلطات أخيه الإمام سعود ويحاول تضييقها، وكان هناك من يحاول إشعال فتيل الفتنة بين الأخوين ومع وجود التدخلات وكثير من المشاكل التي أزمّت العلاقة خرج الإمام سعود ومعه بعض القبائل على أخيه الإمام عبد الله بن فيصل الذي كان معه أخواه الأمير محمد بن فيصل والإمام عبد الرحمن بن فيصل وأهل الرياض والعلماء في نجد (عاد العلماء لمناصرة الإمام سعود في النهاية) ونشبت الكثير من المعارك بينهم مثل معركة الوجاج ومعركة الجفر واستولى الإمام سعود على الأحساء سنة 1287 هـ وعلى الرياض 1288 هـ وخلع أخاه الإمام عبد الله بن فيصل من الحكم وبويع بالإمامة. وبعد توليه الحكم أهدى السيف الأجرب إلى الشيخ أحمد بن خليفة الغتم آل خليفة سنة 1286 هـ، وهذا سبب تواجد السيف في البحرين لفترة من الزمن قبل إرجاعه إلى السعودية عام 2010.

## تدخل قوى أخرى في الصراع
بعد أن خلع الإمام سعود أخاه، لجأ الإمام عبد الله بن فيصل إلى العثمانيين في العراق واستنجد بهم على أخيه، واستطاعت القوات العثمانية احتلال الأحساء سنة 1288 هـ ولكنهم لم يعطوا الإمام عبد الله بن فيصل لقب القائم مقام في نجد الذي وعدوه بها واستطاع محمد بن عبد الله الرشيد حاكم حائل من السيطرة على القصيم والعارض وسدير ومحاربة أبناء الإمام سعود وقتلهم.

## وفاته
توفي سعود بن فيصل آل سعود في ذي الحجة 1291 هـالموافق يناير 1875 إثر إصابته بالطاعون بعد معركة طلال الثانية (وكانت الإصابة سببًا رئيسيًا في وفاته وبدورها كانت سببًا في نهاية الدولة السعودية الثانية).

## اخوانه
- الإمام عبد الله بن فيصل بن تركي آل سعود
- الأمير محمد بن فيصل بن تركي آل سعود
- الإمام عبد الرحمن بن فيصل بن تركي آل سعود[14]
- سلمان بن فرحان آل منديل الخالدي (أخو الإمام سعود من الأم)

## أبناؤه
- الأمير محمد بن سعود بن فيصل آل سعود (غزالان آل سعود، لقب بغزالان لوسامته). وله من الأبناء الأمير سعود، الأمير عبد العزيز، الأمير تركي، الأمير عبد الله، الأمير فهد، والأمير سلمان. ولا ذرية لهم ما عدا الأمير سلمان له عدد من الأبناء.
- الأمير سعد بن سعود بن فيصل آل سعود. وله من الأبناء الأمير فيصل، الأمير فهد، الأمير سعود، الأمير تركي، الأمير بندر، الأميرة منيرة، الأميرة دنا، والأميرة نورة (متزوجة من الملك سعود بن عبد العزيز آل سعود وأنجبت له ابنه البكر الأمير فهد).
- الأمير عبد الله بن سعود بن فيصل آل سعود. وله من الأبناء الأمير سعود وله من الأبناء ( الأمير سلطان ، الأميرة نورة ، هيا ، الأميرة شيخه ، الأميرة حصه ، الأميرة نوف ، الأميرة العنود (متوفاة)[15] كانت متزوجة من الأمير ثامر بن سعود بن عبدالعزيز ، مضاوي ) ، الأمير تركي ، الأميرة سارة .
- الأمير عبد العزيز بن سعود بن فيصل آل سعود.
- الأمير عبد الرحمن بن سعود بن فيصل آل سعود.[16]